# Eugenia variabilis
Eugenia variabilis är en myrtenväxtart som beskrevs av Henri Ernest Baillon. Eugenia variabilis ingår i släktet Eugenia och familjen myrtenväxter. Inga underarter finns listade i Catalogue of Life.